# Charílaos Trikoúpis
Charílaos Trikoúpis (en griego: Χαρίλαος Τρικούπης) (11 de julio de 1832-30 de mayo de 1896) fue un político griego que ocupó el cargo de primer ministro de su país en siete ocasiones entre 1875 y 1895.

## Orígenes, estudios y primeros cargos políticos
Era el hijo de Spyrídon Trikoúpis y de Ekaterini Mavrokordatos (hermana de Alexandros Mavrokordatos, quien fue también primer ministro de Grecia). 
Después de obtener un doctorado en Derecho en París, Francia, entró en la vida política griega. En 1865, fue elegido diputado al Parlamento y durante un breve espacio de tiempo fue ministro de Relaciones Exteriores. 

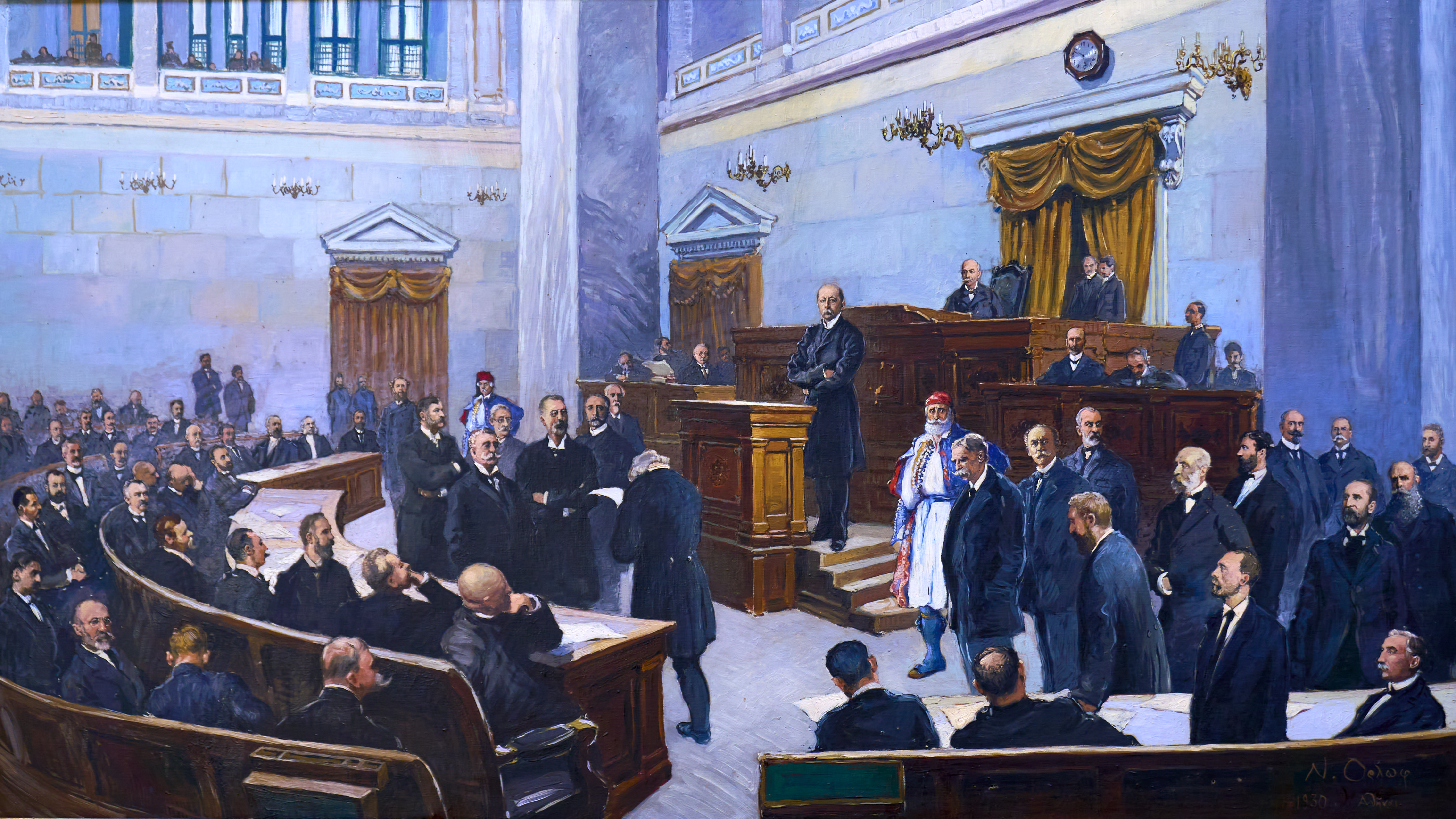
El Parlamento de Grecia a finales del.

En 1872, creó su propio partido político. En 1874, publicó un manifiesto contra el rey, en el que lo acusó de manipular las Cortes al designar al primer ministro según su conveniencia en lugar de elegir al jefe del partido con mayor representación parlamentaria. Ese mismo año, su partido ganó las elecciones, y el rey, con mucha reticencia, lo designó primer ministro. 

## Primer ministro
Trikoupis empezó un agresivo programa de reformas; encabezadas por un cambio del sistema electoral que forzaba al rey a nombrar presidente del Gobierno al jefe del partido que tuviera más diputados en el Parlamento. Esta reforma produjo un periodo de inestabilidad política, en el que Grecia tuvo doce primeros ministros en el transcurso de tan solo seis años.
En 1882, cuando volvió a obtener una mayoría estable, inició un programa de construcción de líneas ferroviarias para incentivar la inversión extranjera en el país. También emprendió la construcción del Canal de Corinto. Uno de sus proyectos era un puente entre Rio y Antirio, que no se pudo llevar a cabo por las limitaciones técnicas de la época. El Puente Rio-Antirio inaugurado el 7 de agosto de 2004 fue bautizado en su honor. 

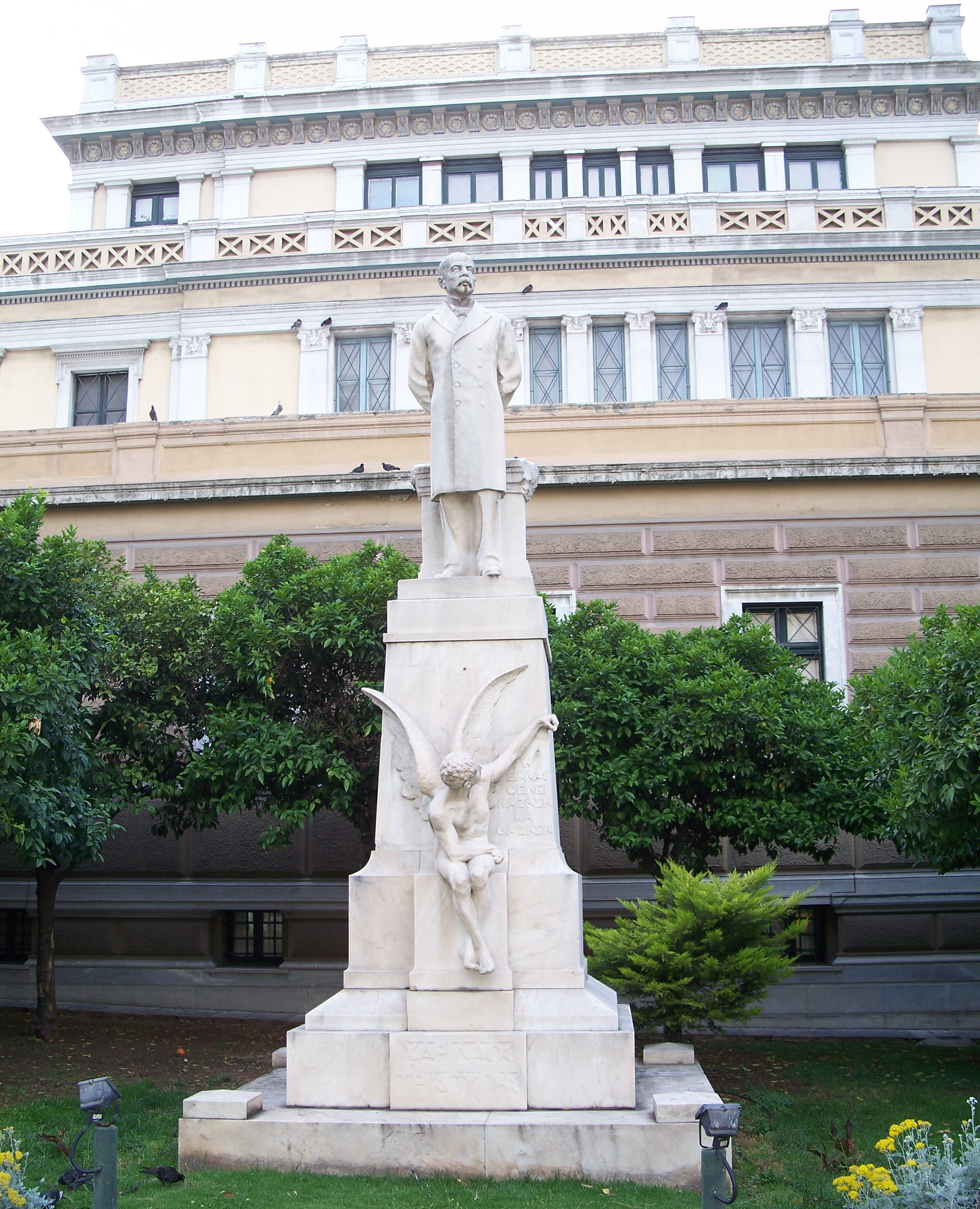
Estatua de Charílaos Trikoúpis.

Trikoúpis representaba una tradición política partidaria del acercamiento de Grecia a Occidente. Creía que el Estado debía hacerse más fuerte política y económicamente antes de embarcarse en otro tipo de iniciativas. Sus metas eran aumentar la credibilidad internacional de Grecia desde el punto de vista crediticio y fomentar las infraestructuras.
Su sexto mandato como primer ministro fue el más difícil, ya que las finanzas públicas estaban en un estado desastroso, como resultado de años de mala gestión y corrupción sistemática. Trikoúpis tuvo que dejar de pagar la deuda nacional y eliminar las partidas presupuestarias que se consideraron no esenciales.
Durante su último mandato como primer ministro, organizó los Juegos Olímpicos de Atenas 1896 (los primeros de la era moderna). Trikoúpis era muy escéptico acerca de estos juegos, y temía por los gastos que pudieran acarrear a las arcas públicas, pero finalmente aceptó encargarse de su preparación.

## Últimos años, retiro y muerte
En 1895, pobre y en mal estado de salud se retiró de la vida política. Murió el año siguiente en Cannes, y fue enterrado en Atenas.